# Clip Clip

Clip Clip foi um programa de televisão brasileiro do gênero musical produzido pela TV Globo e exibido de 16 de setembro de 1984 até 14 de março de 1987  aos domingos; às 12h45. Com apresentação dos bonecos Muquirana Jones e Edgar Ganta, criados e desenvolvidos por Luiz Ferré (TV Colosso) e Beto Dorneles, do grupo de teatro de bonecos Cem Modos. Era dirigido por Boninho.
Trazia em primeira-mão os últimos lançamentos nacionais e internacionais de videoclipes, levando ao ar uma média de dez números musicais por edição. Na primeira delas, o programa exibiu com exclusividade mundial um trecho inédito do espetáculo que Michael Jackson fazia em turnê pelos EUA.
A escolha dos bonecos foi feita no sentido de facilitar o trabalho de imagem, explorando uma nova linguagem e ousando nas possibilidades de edição. Os fantoches apareciam, por exemplo, tagarelando com Michael Jackson. Com efeitos produzidos por "chroma key" (recurso eletrônico pelo qual uma imagem pode ser inserida sobre outra, criando a impressão de primeiro plano e fundo), os bonecos podiam ser "explodidos" e visitar os clipes. Para completar o visual, os bonecos, manipulados por Ferré e Dornelles e dublados por Mário Jorge (Fenton Crackshell/Gizmo Pato/DuckTales), eram inseridos num cenário de história em quadrinhos assinado por Mauro Monteiro.
Visualmente, o programa também apresentou muitas novidades, dando prioridade à plasticidade das imagens, com centenas de efeitos especiais. O designer Hans Donner (o mesmo das aberturas de telenovelas, como Belíssima; e de infantis, como TV Colosso) preparou uma abertura com imagens em CGI. A cada movimento das palavras "clip clip" no vídeo, provoca-se um som semelhante ao do "plim-plim" da Globo, enquanto imagens passavam em vários ângulos.
Além disso, o programa tinha uma seção de entrevistas com artistas e bandas musicais, e com apresentações ao vivo, conhecido como Clip Clip Pirata, que foi apresentado inicialmente por Maurício Mattar, e posteriormente por Lorena Calábria.
Quando foi suspenso em 1987, Clip Clip era exibido aos sábados, às 14h30.

## TV Colosso
Em 1993, o Clip Clip virou o motivo de piadas do programa infanto-juvenil TV Colosso, batizado de Clip Cão e apresentado por Thunder Dog (uma referência a Luiz Thunderbird).